# Tal der Loire
Das Loiretal ist eine französische Naturregion, die jenem Teil des Tals der Loire entspricht, der sich flussaufwärts und flussabwärts in den Départements Loiret, Loir-et-Cher, Indre-et-Loire und Maine-et-Loire befindet. Sie besteht aus dem Loiretal bei Orléans, dem Blésois, dem Loiretal bei Tours, dem Saumurois und dem Val d’Anjou.
Es liegt auf dem Gebiet der ehemaligen Provinzen Orléanais, Touraine und Anjou. Zu seinen historischen Städten gehören flussabwärts betrachtet: Orléans, Blois, Amboise, Tours, Chinon, Montsoreau, Saumur und Angers. Das Loiretal beherbergt die meisten Schlösser, die als Châteaux de la Loire bekannt sind, sowie mehrere Weinbaugebiete.
Das Gebiet des Loiretals zwischen Sully-sur-Loire und Chalonnes-sur-Loire wurde im Jahr 2000 als lebendige Kulturlandschaft in die Liste des UNESCO-Weltkulturerbes aufgenommen. Das Loiretal, das durch jahrhundertelange Interaktionen zwischen dem Fluss, dem von ihm bewässerten Land und den Menschen, die sich im Laufe der Geschichte dort niedergelassen haben, geformt wurde, ist aufgrund seiner Fauna, Flora und seines architektonischen Erbes außergewöhnlich. Es ist auch ein Gebiet des Natura-2000-Netzwerks und beherbergt den Regionalen Naturpark Loire-Anjou-Touraine.

## Geografie
Das Loiretal verläuft durch zwei Regionen, Centre-Val de Loire und Pays de la Loire, und vier Départements, Loiret, Loir-et-Cher, Indre-et-Loire und Maine-et-Loire. Dieses natürliche Gebiet mit unscharfen Konturen überschneidet sich mit dem Gebiet Basse-Loire oder liegt stromaufwärts vor ihm.
Hydrografisch gesehen liegt das Loiretal zwischen den Einzugsgebieten der mittleren Loire und der unteren Loire (ab der Mündung der Vienne).
Der Fluss verläuft nach Sully-sur-Loire in West-Nordwest-Richtung und biegt bei Orléans in West-Südwest-Richtung ab. Dort nimmt er zahlreiche Nebenflüsse auf, vor allem am linken Ufer, wobei die drei wichtigsten die Vienne, die Maine (am rechten Ufer) und der Cher sind.
Zwischen Blois und Angers wird das Tal häufig von kleinen Tuffstein- und Kalksteinklippen gesäumt. Zahlreiche kleine Inseln und Sand- oder Kiesbänke säumen den Flusslauf, dessen Tiefe und Breite von Jahreszeit zu Jahreszeit und von Jahr zu Jahr stark schwankt. Hochwasser der Loire findet in der Regel im Winter statt und bleibt dank der Deiche im größten Teil des Flusslaufs meist ohne schwerwiegende Folgen. Das Tal hat jedoch in seiner Geschichte zu allen Jahreszeiten große, manchmal katastrophale Überschwemmungen erlebt. Die größten gemessenen Überschwemmungen ereigneten sich im September 1866, Juni 1856 und Oktober 1846. Ihre Spuren werden von Ort zu Ort durch Höhen- und Jahresangaben an den Deichen oder Gebäuden festgehalten.
Wenn man flussabwärts fährt, trifft man auf die Städte Orléans, Blois, Amboise, Tours, Saumur, Montsoreau und Angers (etwas abseits des Flusses an der Maine), aber auch auf zahlreiche Marktflecken und Dörfer sowie einige der Loire-Schlösser, insbesondere die von Sully-sur-Loire, Blois, Chaumont-sur-Loire, Amboise, Montsoreau, Saumur; andere liegen abseits des Flusses, oft in der Nähe eines seiner Nebenflüsse, wie Chambord am Cosson, Chenonceau am Cher, Azay-le-Rideau am Indre oder Chinon im Tal der Vienne.

## Geschichte

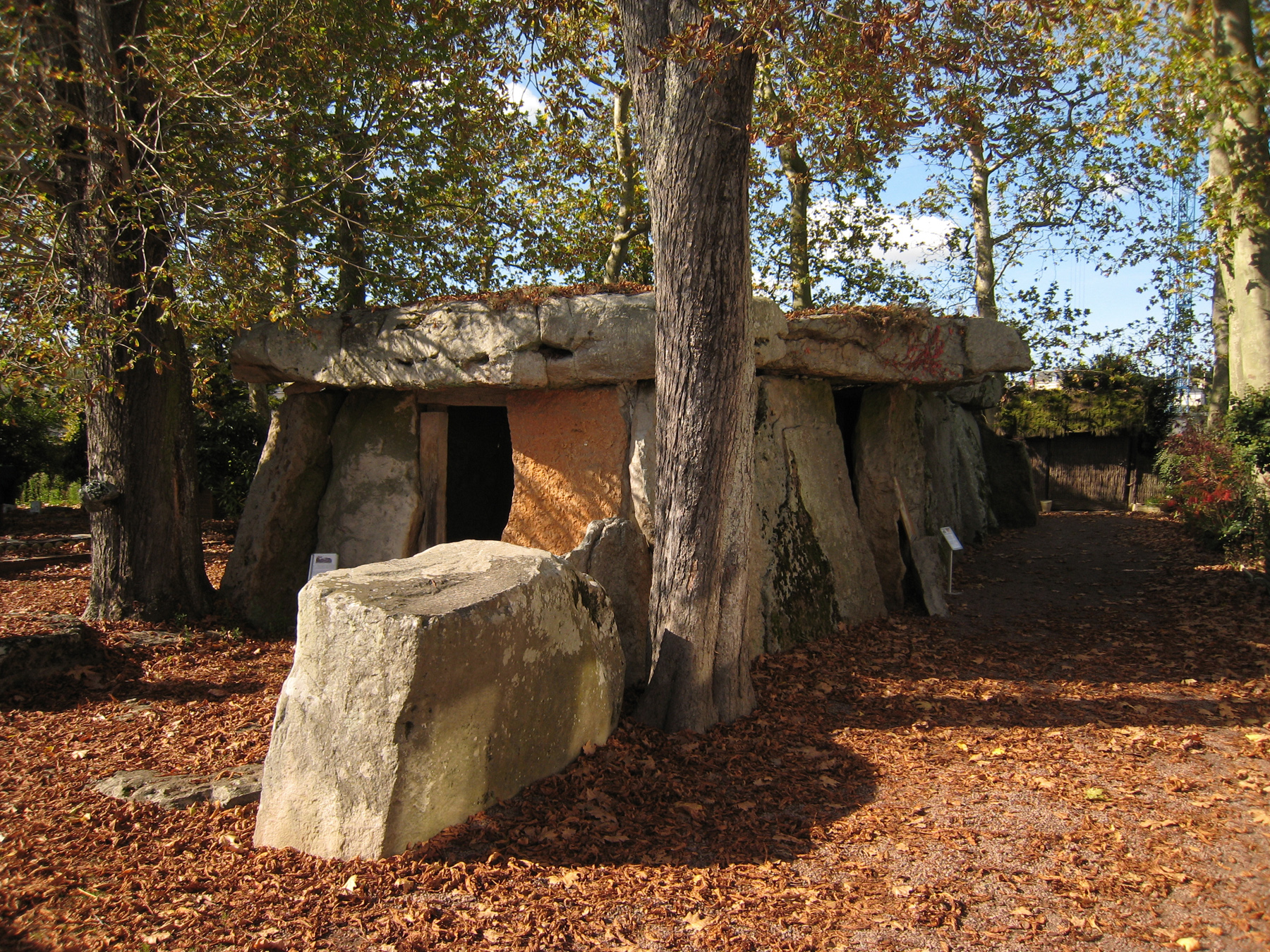
Dolmen von Bagneux

Seit der Altsteinzeit siedelten sich Menschen an den Ufern der Loire und der zahlreichen Flüsse in der Region an. Von 10.000 bis etwa 4000 v. Chr. verwandelten sich die ursprünglichen Jäger und Sammler allmählich in sesshafte Ackerbau- und Viehzuchtpopulationen. Dieser Wandel war die Folge der Aufgabe des Nomadentums durch die lokale Bevölkerung und der Ankunft von Bauern aus dem Nahen Osten.
Die Gemeinschaften schlossen sich in der Folge zu strukturierten Gesellschaften zusammen, was schließlich zur territorialen Organisation der gallischen Völker um ihre Städte herum führte. Im 5. Jahrhundert v. Chr. wurde das Land der Karnuten, an der Stelle der ehemaligen Provinz Orléanais, als das Zentrum Galliens angesehen. Dort fand die jährliche Versammlung der Druiden statt. Lange vor der römischen Eroberung existierten bereits die Standorte aller heute wichtigen Städte.
Mit Ausnahme der Aufstandsversuche der Karnuten und Andekavier stößt Julius Cäsar bei seiner Eroberung in der Region nur auf wenig Widerstand. Die Gallier übernahmen schnell die römische Lebensweise, vor allem in den bereits bestehenden Städten (Orléans, Tours, Angers), die sich um das Forum, das Theater und die Thermen gruppierten. In der gallo-römischen Zeit kommt es zu einer bedeutenden Entwicklung der Produktion und des Handels.

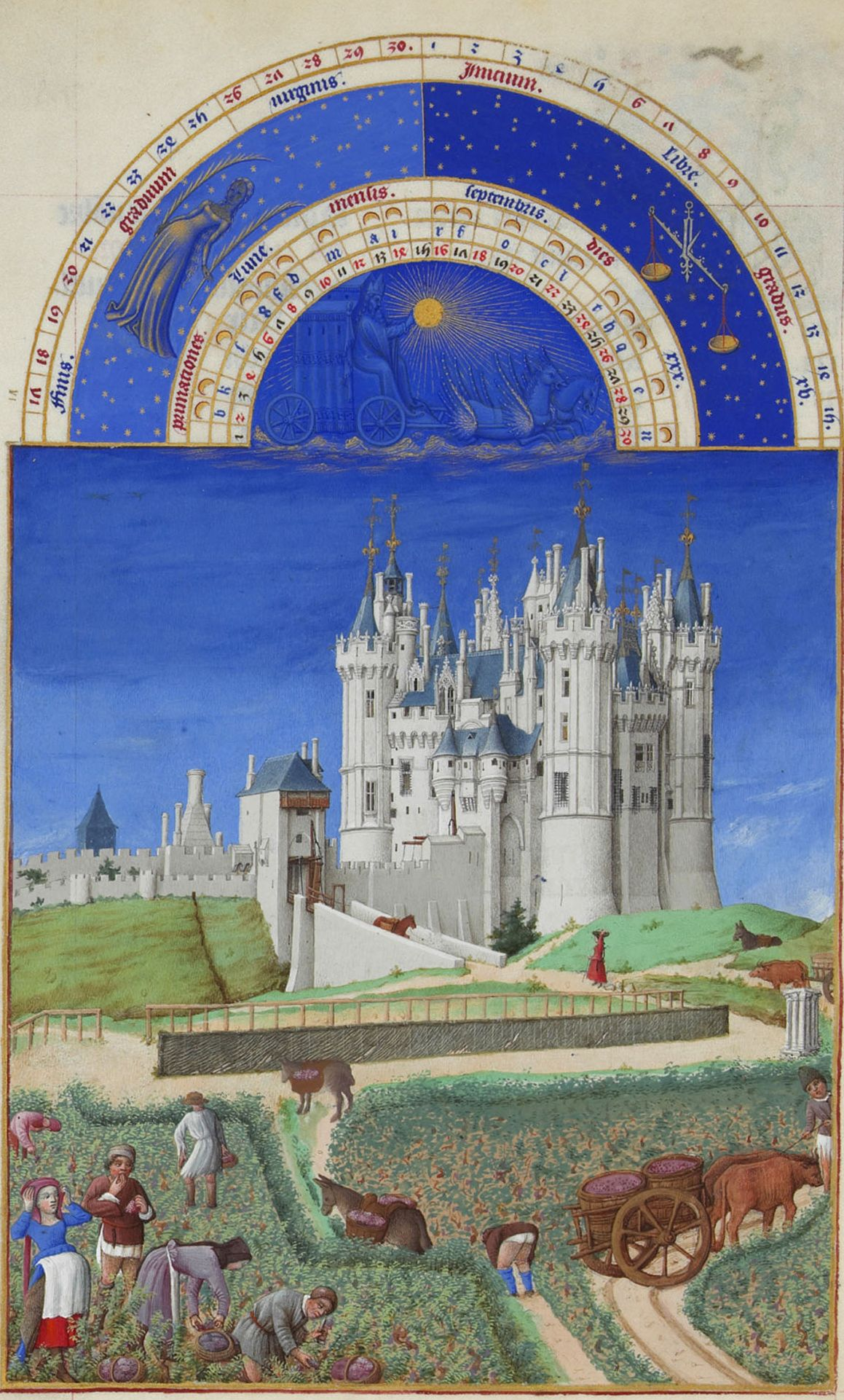
Les Très Riches Heures du Duc de Berry

Das Christentum entwickelte sich ab dem 5. Jahrhundert unter der Führung der Bischöfe von Tours, Orléans und Angers. Martin von Tours, einer der Kirchenväter und Bischof von 371 bis zu seinem Tod im Jahr 397, war einer der aktivsten Gestalter der Evangelisierung. Es wurden Klöster gegründet, wie z. B. Fleury (der spätere Saint-Benoît) und Marmoutier. Unter der karolingischen Dynastie gründen zwei enge Vertraute Karls des Großen, Alkuin und Theodulphus, Klosterschulen, die einen großen kulturellen Einfluss haben. Die „barbarischen“ Invasionen verschonen auch das Loiretal nicht. Die Sarazenen konnten die Loire nicht überqueren und wurden im 8. Jahrhundert von Karl Martell zurückgeschlagen. Die Wikinger hingegen fuhren ab Mitte des 10. Jahrhunderts mit ihren Drakkars flussaufwärts und plünderten die Städte und Abteien des Tals.
Im Mittelalter war das Loiretal vom 11. bis zum 15. Jahrhundert Schauplatz fast ununterbrochener Kämpfe. Sie betrafen zunächst die Nachfolge in der englischen Krone und dann den Kampf zwischen Kapetingern und Plantagenets um den Besitz des Königreichs Frankreich. Das letzte Kapitel dieser Kämpfe, der Hundertjährige Krieg (1340–1453), ist von den Heldentaten der Jeanne d’Arc geprägt, die Orléans am 8. Mai 1429 befreite. Seit 1430 feiert die Stadt jeden Jahrestag dieser Befreiung im Rahmen der johannischen Feste. Das Ende des sogenannten Hundertjährigen Krieges im Jahr 1450 markiert den Beginn einer neuen Ära für das Loiretal, da Karl VII. und Ludwig XI. den Bau der später als Loire-Schlösser bezeichneten Gebäude anordneten oder ermöglichten.
In der Renaissance erreichte die Rolle des Loiretals innerhalb des französischen Königreichs ihren Höhepunkt. Von Karl VII. und Ludwig XI., die Tours zur Hauptstadt machten, bis zu Heinrich IV., der sie 1594 nach Paris zurückbrachte, blieb das Zentrum der Macht in der Region. Die Valois, die in Italien eine neue Ästhetik und Lebenskunst entdeckten, übertrugen diese auf das Loiretal, indem sie zahlreiche italienische Künstler und Handwerker, darunter den berühmtesten unter ihnen, Leonardo da Vinci, hierher holten. In dieser Zeit wurden die königlichen Schlösser Amboise und Blois renoviert und vom König selbst oder von hohen Herren „Hofschlösser“ gebaut, die dem Vergnügen dienten, wie das Schloss Chambord von Franz I. oder das Schloss Montsoreau von Jean II. de Chambes.
Im 16. und 17. Jahrhundert wurde die Rolle der Region als Verkehrsachse durch die Schaffung von Kanälen (Briare- und Orléans-Kanal) gestärkt, was eine Blütezeit für die Loire-Marine bedeutete. Die Revolution führte in der Region nicht zu schweren Unruhen und wurde im Großen und Ganzen gut akzeptiert, mit der bemerkenswerten Ausnahme der Bauernrebellion in den Mauges im Süden des Anjou.
Im 19. Jahrhundert führte das Aufkommen der Eisenbahn zu radikalen Veränderungen in der Loire-Landschaft, da die Schifffahrt auf dem Fluss sowie die Aktivität der Loire-Häfen verschwanden.

## Politik

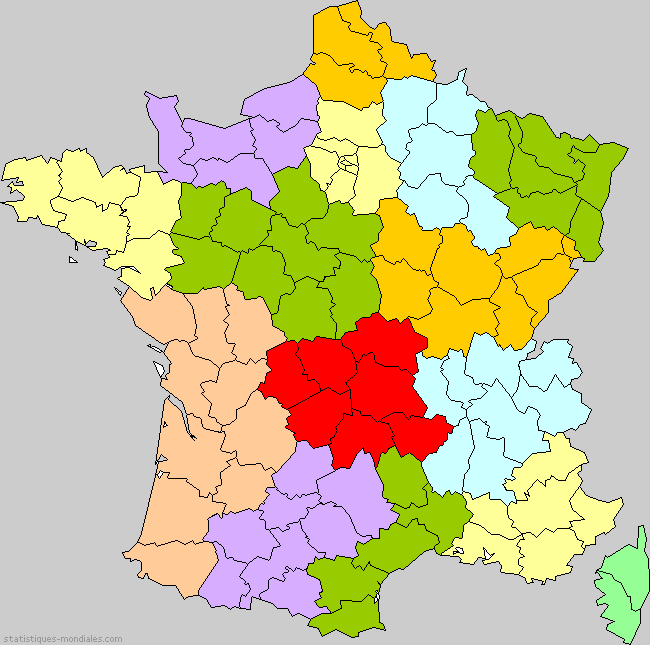
Vorschlag zur Reform der Regionen durch das Balladur-Komitee mit der Region Val de Loire (in grün) im Jahr 2010

Diese natürliche Region hat keinen Verwaltungsstatus, da sie zwischen den französischen Regionen Centre-Val de Loire und Pays de la Loire aufgeteilt ist.
Im Jahr 1990 strebten die Regionalpolitiker der damaligen Region „Centre“ an, den Namen „Val de Loire“ anzunehmen, um den Namen ihres Gebiets in Frankreich und im Ausland anschaulicher zu machen. Es wurden vier Vorschläge gemacht: „Val de France“, „Val de Loire“, „Coeur de France“ und „Centre-Val-de-Loire“. Im Herbst 1994 stimmten die Abgeordneten für den Namen „Centre-Val-de-Loire“, scheiterten jedoch am Gesetz, das besagt, dass eine Region für eine Namensänderung die Zustimmung der anderen Regionen benötigt. Der Präsident der Region Pays de la Loire fordert den Schutz des Labels „Loire“: Der Widerstand dieser Nachbarregion verbietet daraufhin jede Änderung. Im Zuge der Gebietsreform von 2014 wurde der Region Centre gestattet, sich in die Region Centre-Val de Loire umzubenennen, was am 17. Januar 2015 geschah.
Der Name Val de Loire wird auch häufig verwendet, um diesem geografischen Raum Sichtbarkeit zu verleihen. So schlossen sich die Universitäten Orléans und Tours zusammen, um ein Zentrum für Forschung und Hochschulbildung oder PRES Centre – Val de Loire Université zu gründen.

## Kultur
Die Landschaften des Loiretals, die sich durch das harmonische Zusammenspiel von Flusswasser und Waldvegetation auszeichnen, haben Künstler seit langem inspiriert. Unter ihren ersten literarischen Darstellungen sind die Gedichte von Charles d’Orléans und die Werke von François Rabelais am bekanntesten.
Im Zeitalter der Renaissance wurden diese Landschaften in Literatur, Malerei und Gartenkunst dargestellt und zu ästhetischen Vorbildern erhoben. Da im Loiretal die italienische, flämische und französische Kultur aufeinander trafen, entstand rund um die Loire ein Modell der Gartenlandschaft. Die Ausweitung des Gartens und seiner Anbautechniken auf das Gebiet zwischen Fluss und Wald findet in der Touraine einen ihrer stärksten Ausdrucksformen. Diese Region, die schon früh als „Garten Frankreichs“ gefeiert wurde, diente oft als Vorbild für das gesamte Staatsgebiet, dessen gärtnerische Gestaltung von vielen als typisch für Frankreich angesehen wird.
Renaissancedichter wie Pierre de Ronsard und Joachim du Bellay feierten die Schönheiten der Landschaften, die sie für ebenso bemerkenswert oder sogar noch bemerkenswerter hielten als die der Region um Rom, wo sich Du Bellay aufhielt. Nach der Renaissance wurden die Landschaften der Loire weiterhin von zahlreichen Schriftstellern gefeiert, wie Jean de La Fontaine oder der Marquise de Sévigné im 17. Jahrhundert und im 19. Jahrhundert von Alexandre Dumas, Alfred de Vigny, Gustave Flaubert, Honoré de Balzac, Charles Baudelaire und sogar Victor Hugo, dessen romantische Sensibilität mit der Romantik der Loire-Landschaften harmonierte.
Malerische Darstellungen tauchen erst später auf. Die Loire lässt sich in der Tat nicht leicht darstellen. Laut René Bazin ist dies auf die zu großen Ausmaße des Tals und das „feine, verschleierte Licht, das keinen starken Schatten und keinen Kontrast aufweist“ zurückzuführen. Anstatt die Loire in ihrer ganzen Breite zu zeigen, haben Maler und Kupferstecher ihre Brücken, Kais und die „Loirefronten“ ihrer Dörfer und Städte weitgehend abgebildet. Eine der bemerkenswertesten Gemäldeserien über das Loiretal ist zweifellos die des englischen Malers Joseph Mallord William Turner, die er auf seiner Reise zwischen Nantes und Orléans im Jahr 1826 schuf. Er erfand originelle Blickwinkel und nutzte die Transparenzen der Aquarellfarben, um die Feinheit des Lichts anzudeuten.

### Kulturerbe

Schloss Chambord

Das Loiretal verfügt über ein reiches Kulturerbe, das aus prestigeträchtigen Bauwerken und Stätten besteht. Dazu gehören zahlreiche Renaissance-Schlösser wie das Schloss Chambord, das Schloss Amboise, das Schloss Chenonceau, das Château-Gaillard, das Schloss Montsoreau, aber auch mittelalterliche Ensembles, insbesondere die historischen Zentren von Chinon, Vieux-Tours, Angers oder die Kathedrale Sainte-Croix in Orléans.
Seit kurzem wird das Erbe der Flussschifffahrt an der Loire bewahrt oder sogar rekonstruiert, wie der Skute Dame Périnelle aus Savonnières oder der Lastkahn La Fillonnerie aus Lignières-de-Touraine. Zahlreiche traditionelle Boote, Schleppkähne, Schleppkähne und Fässer nehmen dank einiger Vereine an pädagogischen und touristischen Veranstaltungen wie dem Festival de Loire in Orléans teil.

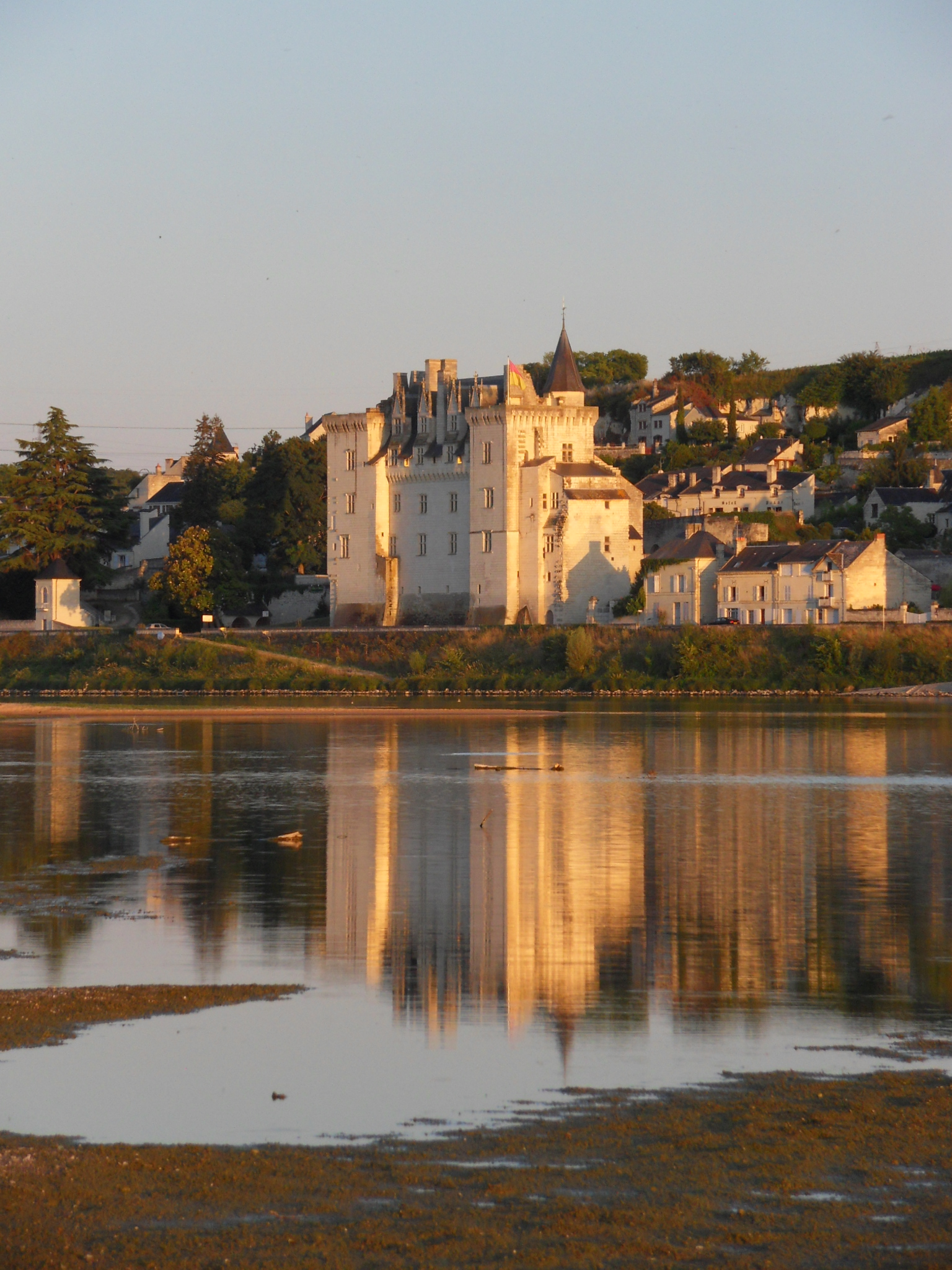
Schloss Montsoreau

### Zeitgenössische Kunst
Seit 2016 und der Umwidmung des Schloss Montsoreau in das Château de Montsoreau-Musée d’art contemporain scheint sich ein touristischer und kultureller Entwicklungsschwerpunkt rund um die zeitgenössische Kunst abzuzeichnen. So bereichert das Loiretal sein Angebot im Jahr 2017 mit der Eröffnung des CCCOD in Tours. Es feiert im selben Jahr das 40-jährige Bestehen des Centre Pompidou, zusammen mit Institutionen wie dem Schloss Chambord. Gleichzeitig kündigt die Abtei Fontevraud die Eröffnung eines Museums für moderne Kunst im Jahr 2019 an.

### Gastronomie

#### Weinanbaugebiet
Die Weinberge und der Wein, die bereits in gallorömischer Zeit in der Region präsent waren, stellen ein echtes historisches und kulturelles Vorbild dar und sind fester Bestandteil der Kultur des „guten Lebens“, die sich im Loire-Tal entwickelt hat. Wie praktisch alle Weinberge der Welt hatten auch die Weinberge an der Loire unter der Reblauskrise zu leiden, die sie Ende des 19. Jahrhunderts weitgehend zerstörte. Seitdem sind alle Weinstöcke amerikanische Rebstöcke, die gegen die Reblaus resistent sind und auf die die alten Rebsorten aufgepfropft wurden.

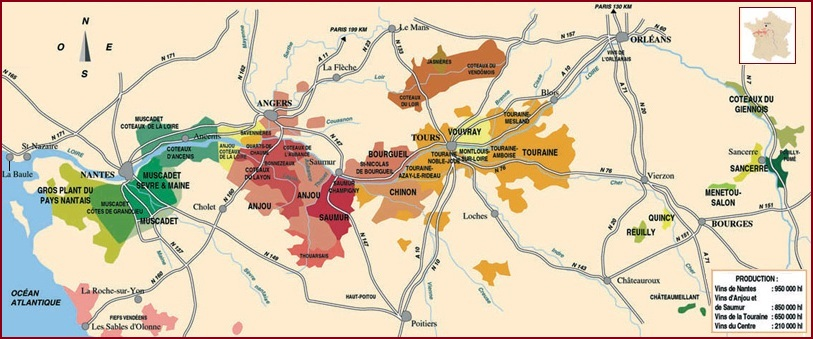
Weintal der Loire.

Im Loire-Tal findet man verschiedene Terroirs, die aufgrund der Bodenbeschaffenheit, des Reliefs und der Ausrichtung Weine hervorbringen, die zwar aus denselben Rebsorten gewonnen werden, aber sehr unterschiedlich sind und dennoch eine Persönlichkeit gemeinsam haben, die von Frische, Lebendigkeit und Eleganz geprägt ist. Sie sind unter ihrer „Appellation d’origine contrôlée“ (AOC) bekannt, die sie durch die einzigartige Kombination aus einem Gebiet, einer oder mehreren Rebsorten und einem bestimmten Know-how auszeichnet.
Die wichtigsten Weinbaugebiete der Region sind Anjou, Saumur, Orléanais und Touraine. Von den Rebsorten, aus denen die Weine aus dem Loiretal hergestellt werden, werden am häufigsten Chenin, Cabernet Sauvignon und Gamay in Anjou, Saumur und Touraine sowie Sauvignon und Pinot Noir in der Touraine angebaut. Die Weine aus Anjou, Saumur, Orléanais und Touraine umfassen 51 Appellationen für Weiß-, Rosé- und Rotweine, von denen einige (Rosé- und vor allem Weißweine) auch als Schaumweine bezeichnet werden.

## Umwelt, Flora und Fauna
Die große Vielfalt der Biotope des Flusses und seiner Ufer: Ufer und Sandbänke, bewachsene Kiesinseln, bewaldete Überschwemmungsufer, Schutzdämme, Terrassen des Flussbetts, Wälder beherbergen eine große Vielfalt an natürlichen Lebensräumen, von denen eine reiche und üppige Flora und Fauna profitiert.

### Flora

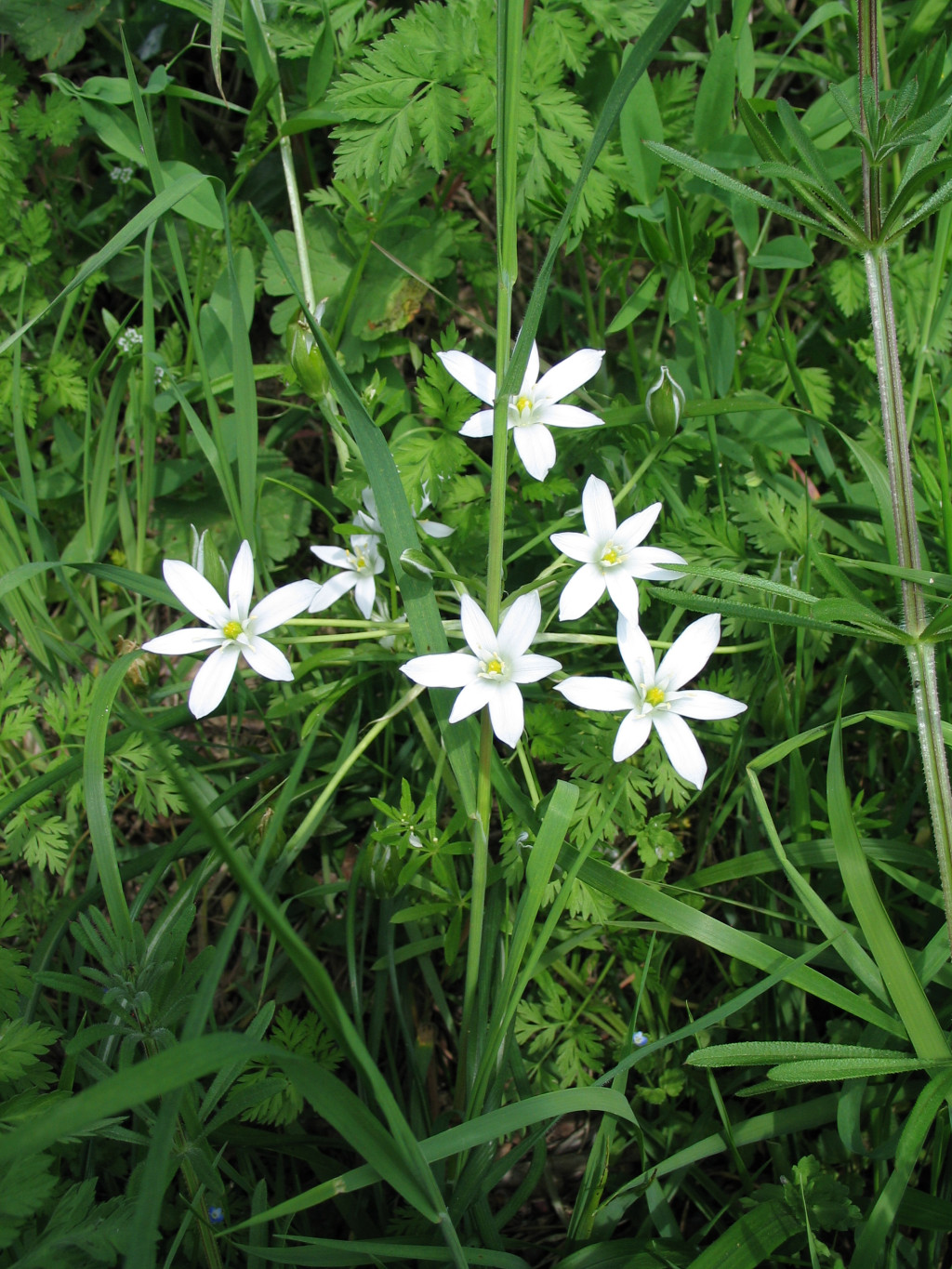
Ornithogalum-umbellatum

Im nationalen Naturschutzgebiet Saint-Mesmin, das 4 km flussabwärts von Orléans liegt, wurden 558 Arten höherer Pflanzen gezählt, darunter 3 national geschützte (Pulicaire vulgaire, Gagée des prés, wilde Tulpe) und 5 regional geschützte (Limoselle aquatique, Pigamon jaune, Corydale à bulb plein, Segge de Loire, Scille d’automne). Außerdem gibt es 37 Moosarten und 325 Pilzarten.
In langsam fließenden Bereichen in Ufernähe können verschiedene Schwimm- und Unterwasserpflanzen beobachtet werden, wie z. B. Wasserhahnenfuß, Potamogeton oder Juchtenkäfer, Arten invasiver gebietsfremder Pflanzen. In den Bereichen mit stehenden Gewässern findet man die gleiche Art von Vegetation wie in Teichen, insbesondere Wasserlinsen.
Nach den Hochwassern im Winter und Frühjahr und dem Niedrigwasser im Sommer entstehen große Sand- und Schlammflächen, die von einjährigen Pflanzen besiedelt werden, zunächst von winzigen Erdmandeln, der Reisenden Veronika oder dem Schmetterlings-Hahnenfuß, dann von Ufer-Korrigiolen, Bidens oder dem Gewöhnlichen Wasserschlauch (Pulicaria vulgaris).
Auf den höher gelegenen Schwemmterrassen, die weniger häufig vom Wasser des Flusses bedeckt werden, entwickelt sich eine sehr vielfältige Vegetation, die von der Art des Schwemmlandes abhängt. Je nach Fall findet man eine flache Vegetation aus kleinen Fettpflanzen (Sedum), Pioniergräsern wie Corynephora oder auf reicheren Böden Wiesen, die von Gräsern wie Irrhafer oder Wiesenrispengras dominiert werden, sowie Arten, die sich im Laufe der Jahreszeiten abwechseln: im Frühling der Wiesensalbei und im Sommer die Glockenblume.
Wenn sie nicht durch den Menschen oder das Hochwasser an ihrer Entwicklung gehindert werden, siedeln sich Bäume und Sträucher an: Strauchweiden in den tiefer gelegenen Gebieten (Dreiblattweide, Purpurweide, Korbweide), Schwarz-pappel und große Weiden (Weißweide und Bruchweide) in den höher gelegenen Gebieten, die weniger dem Hochwasser ausgesetzt sind, und schließlich der Wald aus Eschen, Eichen und Ulmen.

### Fauna

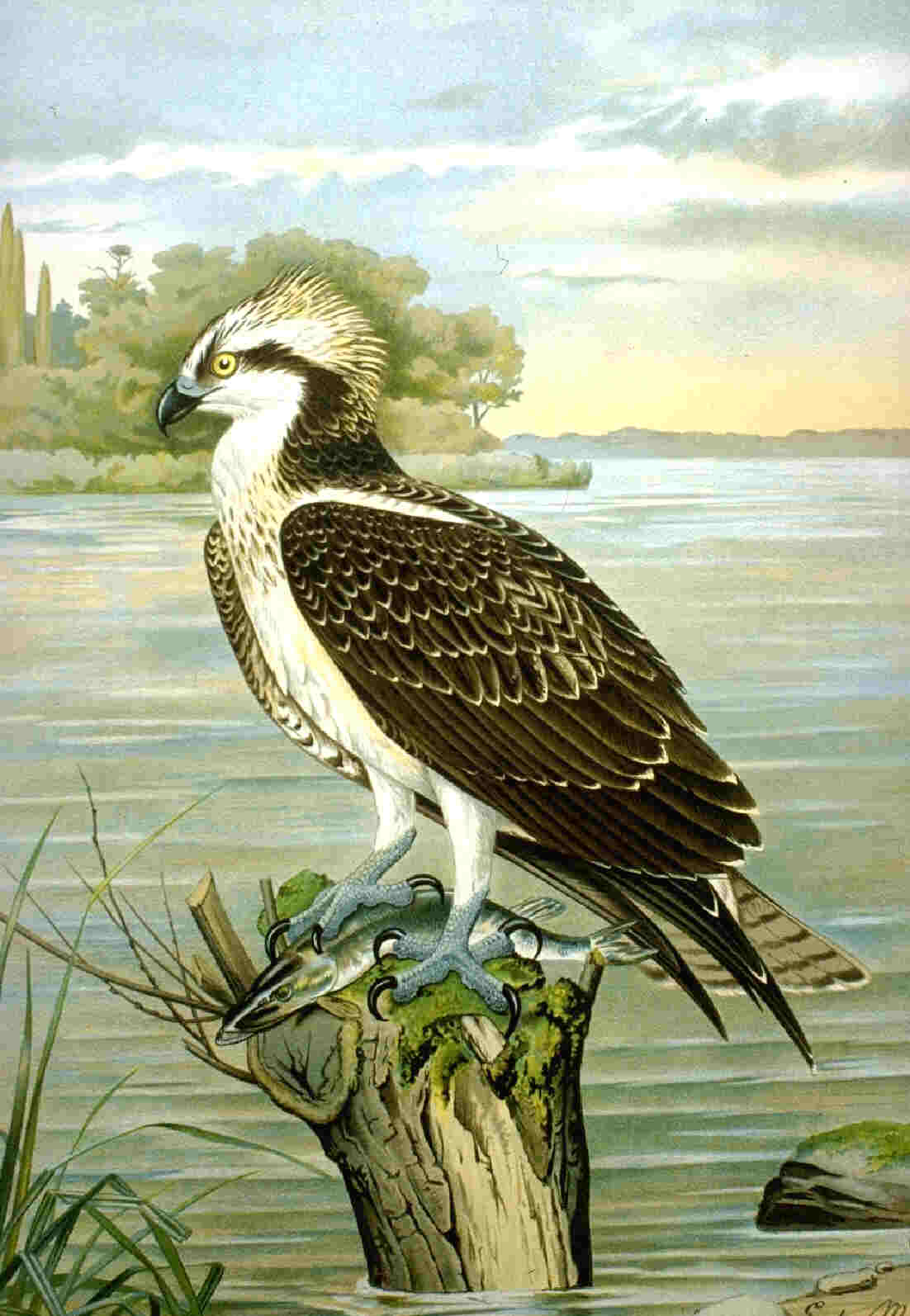
Fischadler

Im nationalen Naturschutzgebiet Saint-Mesmin wurden 294 Wirbeltier- und 535 Wirbellosenarten gezählt. Zu den Wirbeltieren zählen 29 Fische (Groppe, Bitterling, Atlantischer Lachs, Maifisch, Finte, Aal, Schmerle, Stichling...), 4 Amphibien (wie der Springfrosch), 7 Reptilien (Mauereidechse, Zauneidechse...), 226 Vögel, darunter 65 Nistvögel (Seeregenpfeifer, Schilfrohrsänger, Rohrsänger, Eisvogel, Hirschkäfer...), 190 Durchzügler (Flussuferläufer, Rohrammer, Fischadler...) und 103 Wintergäste (wie der Große Kormoran), 29 Säugetierarten, darunter der Europäische Biber, und 13 Fledermausarten.
Auf den vegetationsarmen Inseln und Sandufern halten sich Seeschwalben (Zwergseeschwalbe und Flussseeschwalbe), Flussregenpfeifer und Flussuferläufer auf. Was die bewachsenen Inseln betrifft, so werden sie häufig von Herdentieren wie der Lachmöwe, der Schwarzkopfmöwe oder der Mittelmeermöwe besiedelt. Ein spektakuläres Beispiel ist die Île aux Oiseaux zwischen Bou und Sandillon flussaufwärts von Orléans.
Der Fischreichtum lockt auch einige streng fischfressende Arten an, von denen der Fischadler, der seit Anfang des 20. Jahrhunderts nicht mehr auf dem französischen Festland nistete, die größte Bedeutung hat. Seit 1985, als ein erstes Paar sein Nest auf einer Waldkiefer im Wald von Orléans errichtete, wuchs die Population auf 21 Paare im Jahr 2004 an. Die andere wichtige Fisch fressende Art, der Kormoran, hält sich vor allem in der Wintersaison an der Loire auf. Vor 1975 war er an der Loire eine seltene Art, doch seitdem nimmt seine Population stetig zu und erreicht mittlerweile mehrere Tausend Individuen.
Auch semiaquatische Säugetiere kommen an der Loire vor. Einige Arten wurden vom Menschen eingeführt, wie die aus Südamerika stammende Nutria oder die Bisamratte aus Nordamerika. Zu den einheimischen Arten gehören der Biber und der Europäische Fischotter; beide sind selten und gefährdet und stehen unter gesetzlichem Schutz. Die Populationen des Fischotters beginnen sich jedoch allmählich zu erholen, ausgehend von den Oberläufen der Loire und des Allier.

### Radioaktivität Kontrolle
Im Loiretal befinden sich drei Kernkraftwerke: Dampierre, Saint-Laurent-des-eaux und Chinon. Die Region war Gegenstand einer Gebietsbilanz (Zeitraum 2008–2010) durch das IRSN für das Gebiet oberhalb von Belleville-sur-Loire bis unterhalb von Chinon, um die Radioaktivitätswerte zu messen: natürliche Hintergrundstrahlung, Remanenz alter Ablagerungen, Fallout von atmosphärischen Atomtests (137Cs, 90Sr, Transurane, Tritium und Kohlenstoff) und von der Katastrophe von Tschernobyl (137Cs).